# Bajan II.
Bayan II. je bil od leta 602 do 617 kagan (knez) skupine avarskih in bolgarskih plemen, ki so takrat živela v pokrajinah severno od Črnega morja v sedanji Rusiji in Ukrajini, * 6. stoletje, † 617.
Bil je sin in naslednik ustanovitelja Avarskega kaganata Bajana I.
Bajan II. je kneza  Hudbada imenoval za vladarja Onogurov in združenih kutrigurskih in utigurskih plemen.

## Vir
- Gi︠u︡zelev, Vasil (1979). The proto-Bulgarians: pre-history of Asparouhian Bulgaria Arhivirano 13. marca 2016 na Wayback Machine.. University of Michigan: Sofia Press. str. 76.

| Bajan II. Rojen: 6. stoletje Umrl: 617 |                                         |                   |
| Vladarski nazivi                       |                                         |                   |
| Predhodnik: Bajan I.                   | Avarski kagan Vladar Kutrigurov 602-617 | Naslednik: Organa |